# 外装水雷

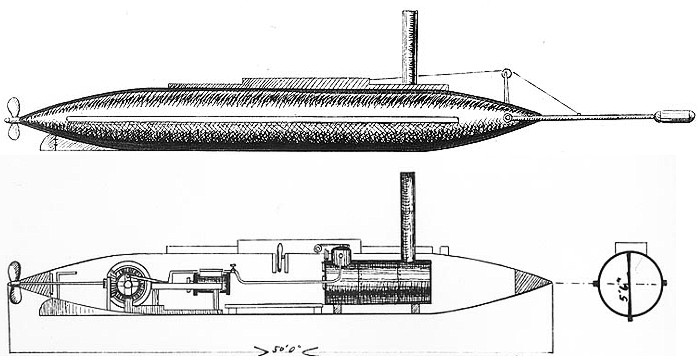
デイヴィッド級半潜水型水雷艇。先端の棒が外装水雷

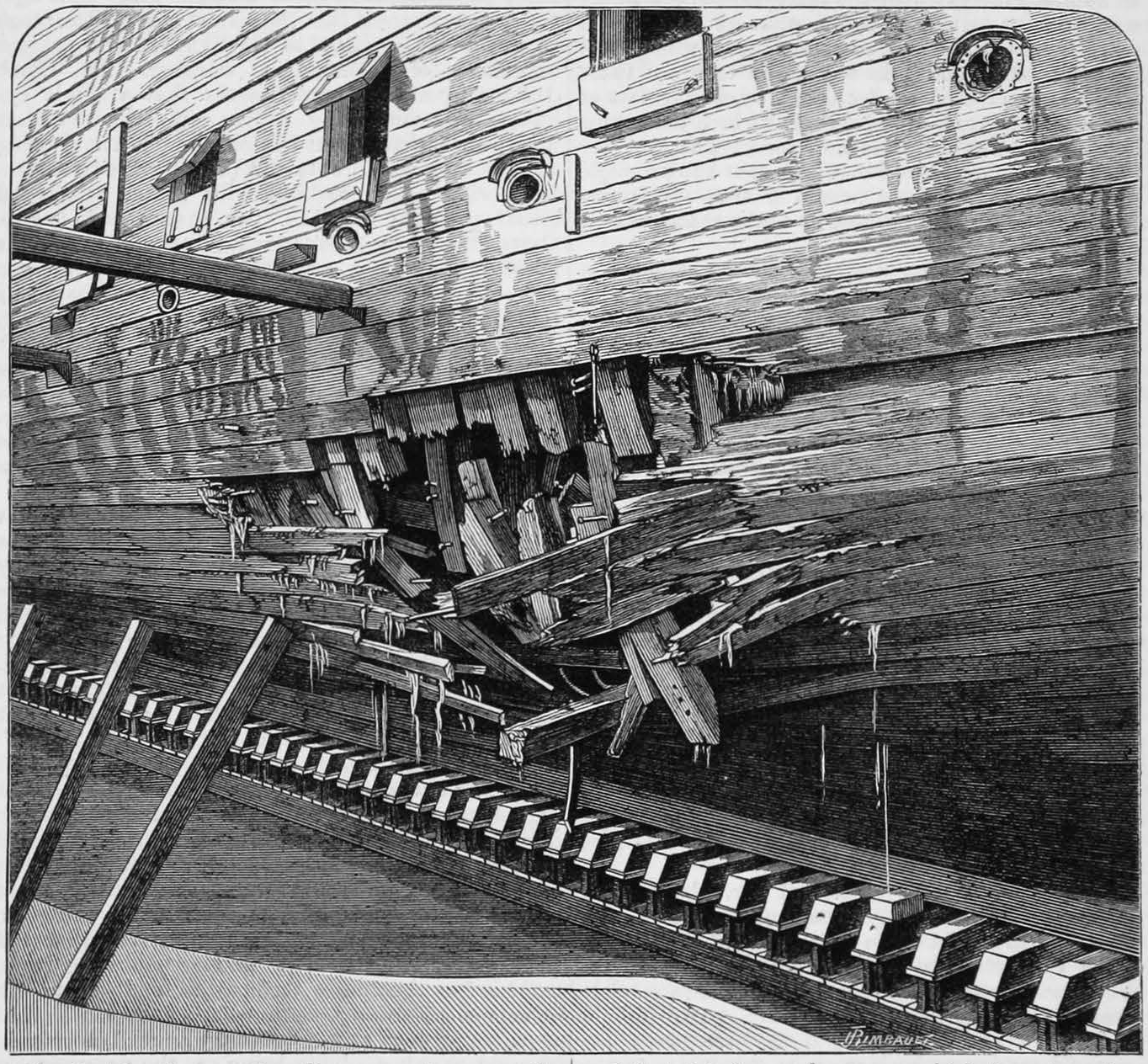
1877年7月20日にフランスで行われた試験での破孔

外装水雷（英:スパートーピード〈Spar torpedo〉）とは長い竿の先に刺突爆雷（ただし、弾頭は成形炸薬弾ではない）を装着したもの。主に敵艦船の吃水線下を突いて爆発させ、破孔を開けて沈没させる。舳先に取り付けて体当たり攻撃を行うのが一般的であった。
初期のものは爆弾本体にトゲがついており、そのトゲによって目標の船体に爆弾を突き刺し、棒に付けられた引き金を引いて爆破するものだったが、木造船ならともかく鉄船や鋼船に対しては歯が立たないので、後には瞬発信管が備えられた。
自航式の魚雷が発明されるとすぐに取って代わられたので、正規の兵器としての活躍は主に南北戦争の他は、数例に限られる。

## 歴史

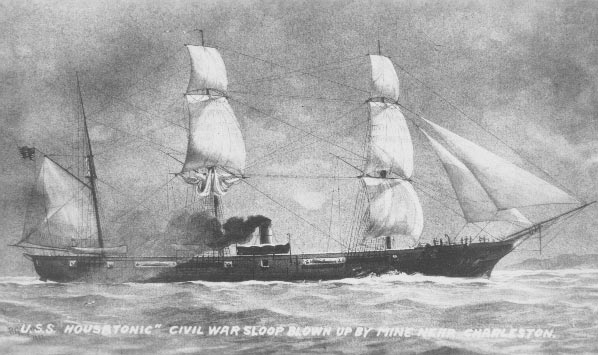
潜水艇 H・L・ハンリーに沈められたスループ艦 USS Housatonic

外装水雷は南北戦争時に南部連合の技術者であるシンガー（E.C.Singer、ミシンで有名なアイザック・シンガーの甥）によって発明された。
南部連合の半潜水型蒸気水雷艇「デイヴィッド」が1863年10月5日にチャールストン港で装甲艦「ニュー・アイアンサイズ」を小破せしめたのを手始めとし、人力推進の潜水艇「ハンリー」が1864年2月17日に木造スループ「フサトニック」を沈めたが、「ハンリー」も爆発で出来た敵艦の破孔に吸い込まれてもろとも沈んでいる。このように外装水雷は自身の目前で破裂するのため、使用者自身も自傷しかねない危険な兵器であった。
他にも南軍はデイヴィッド級半潜水型水雷艇に装備して大量に使用した。一方北軍は1864年10月27日夜に南部連合の装甲艦「アルベマール」を撃沈した。 
同じく1864年には北軍において、トゲで突き刺す必要はなく突くだけで爆破できる外装水雷が登場した。
露土戦争では、1877年5月25日から26日の夜に外装水雷装備のロシアのランチ2隻がオスマン帝国のモニター「Seifi」を撃沈した。清仏戦争ではフランスが1884年8月23日の馬江海戦で外装水雷により清の「揚武」と「福星」を撃沈。1885年2月14日にも「Yu Yen」と「Chien Chiang」を沈めた。